# Joplin Challenger 2003
Il Joplin Challenger 2003 è stato un torneo di tennis facente parte della categoria ATP Challenger Series nell'ambito dell'ATP Challenger Series 2003. Il torneo si è giocato a Joplin negli Stati Uniti dal 3 al 9 febbraio 2003 su campi in cemento indoor.

## Vincitori

### Singolare
Bob Bryan ha battuto in finale  Kevin Kim con il punteggio di 4–6, 7–5, 6–2

### Doppio
Martín García /  Graydon Oliver hanno battuto in finale  Diego Ayala /  Brandon Coupe con il punteggio di 6–1, 6–4